# Nicolaus Gallus

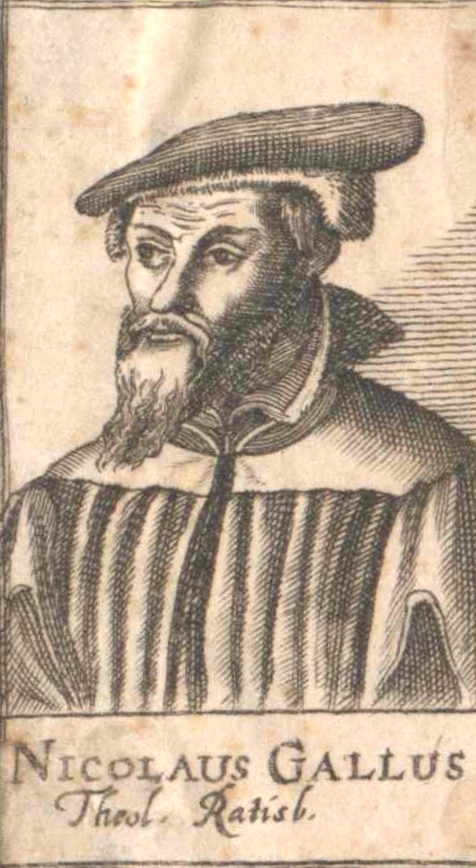
Nicolaus Gallus, Stich von Johann Franck

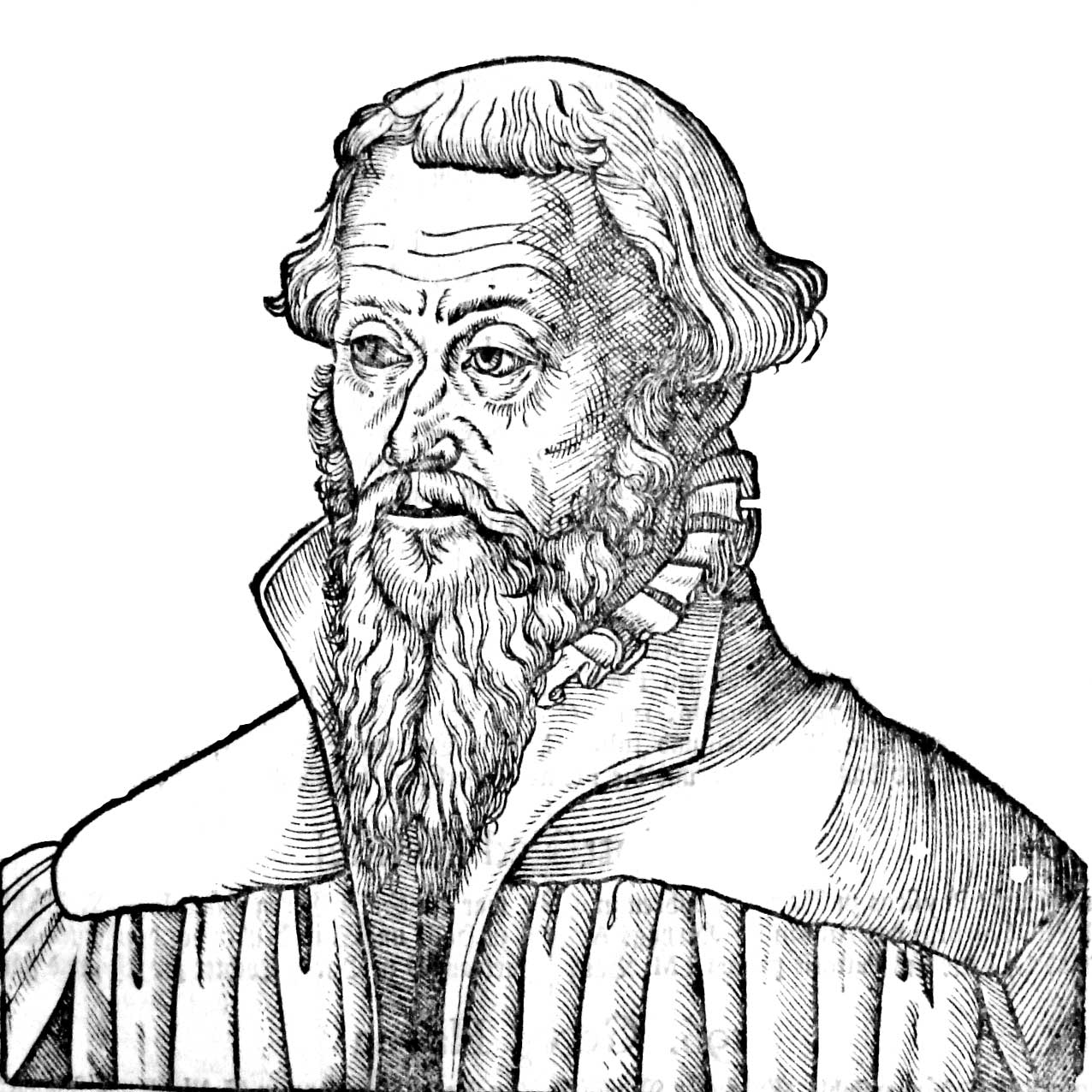
Nicolaus Gallus

Nikolaus Gallus, auch: Hahn, Han, Gall (* um 1516 in Köthen (Anhalt); † 15. Juli 1570 in Bad Liebenzell), war ein lutherischer Theologe und als Reformator in Regensburg maßgeblich am Aufbau einer neuen Organisationsstruktur für die protestantische Kirche tätig.

## Leben
Als Sohn des fürstlich anhaltischen Hofrats und Bürgermeisters Peter Hahn (gest. 23. Januar 1525) und seiner Frau Anna geb. Gottschalk wurde Nikolaus Hahn in Köthen geboren. Bereits 1530 wurde er in Wittenberg immatrikuliert und wurde 1537 dort Magister. Mit Empfehlungsbriefen Philipp Melanchthons reiste er nach Süddeutschland. Als in Regensburg 1542 die Reformation eingeführt wurde und der Rat sich aus Nürnberg einen angesehenen lutherischen Prediger erbat, ging zuerst Johann Forster nach Regensburg. Nach ihm kam 1543 Hieronymus Noppus aus Wittenberg, begleitet von Gallus als Diakonus, der von Johannes Bugenhagen ordiniert worden war. In Regensburg heiratete Gallus 1544. Als er nach dem Augsburger Interim sein kritisches Werk „Bedenken auf das Interim“ verfasste, musste er die Stadt verlassen.
Gallus kehrte nach Wittenberg zurück, wurde Prediger an der Wittenberger Schlosskirche, vertrat eine Zeit lang Caspar Cruciger den Älteren und wurde bald darauf an die St. Ulrichkirche nach Magdeburg berufen. Dort schloss er sich Matthias Flacius an und bekämpfte die Philippisten. Nach der Kapitulation der Stadt 1550 blieb er zunächst dort, konnte aber 1553 nach Regensburg zurückkehren, wo er fortan den Standpunkt der Gnesiolutheraner vertrat. Tatkräftig unterstützte Gallus als Superintendent in Regensburg den immer in finanzieller Notlage befindlichen Maler Michael Ostendorfer, der von ihm mit der Anfertigung von Holzschnitten zu Buchillustrationen für die Reformationsliteratur beauftragt wurde und 1554 den Auftrag zur Anfertigung eines Reformationsaltars für die Neupfarrkirche erhielt.
Außer Melanchthon bekämpfte Gallus auch Johannes Brenz, der ihm aber geschickt antwortete. Gallus vertrat seine Partei auf dem Konvent in Frankfurt 1557 und es gelang ihm auch, die Stadt Regensburg dafür zu gewinnen. Seine Gemeinde achtete den Streittheologen um seines Fleißes, seiner aufrechten Haltung und seines strengen Lebenswandels willen. So kämpfte er z. B. in Regensburg hartnäckig für die Abschaffung von Frauenhäusern, die besonders bei Reichstagen illegal betrieben wurden. Daraufhin entschloss sich der Rat der Stadt 1553, „unzüchtige Häuser“ zu schließen und zu verkaufen.
In den Kämpfen war Gallus schnell gealtert und starb bei einer Kur. Sein Leichnam wurde nach Regensburg überführt und dort beigesetzt.